# Forstamt Eschweiler

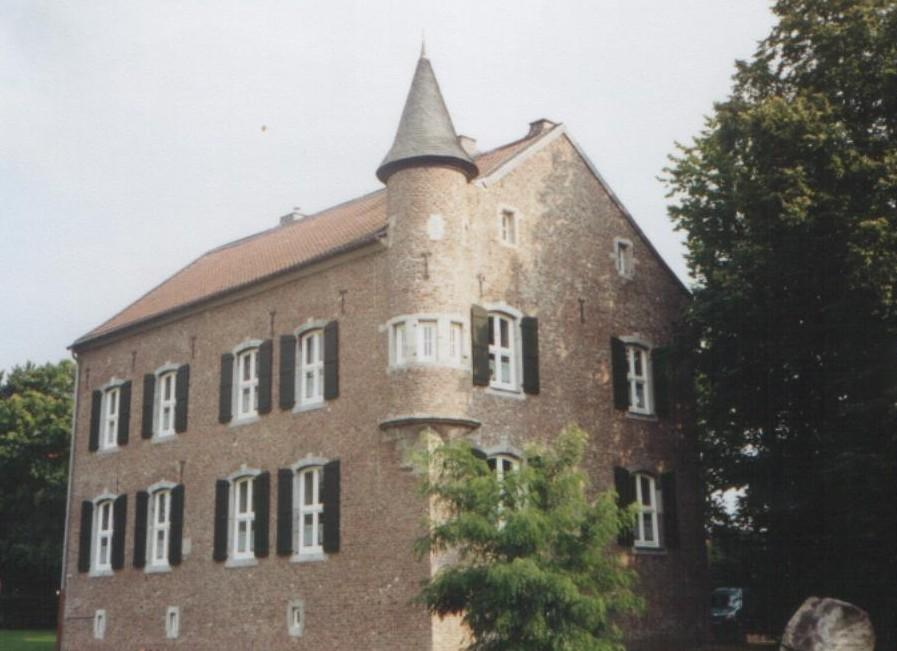
Der Sitz im Broicher Hof

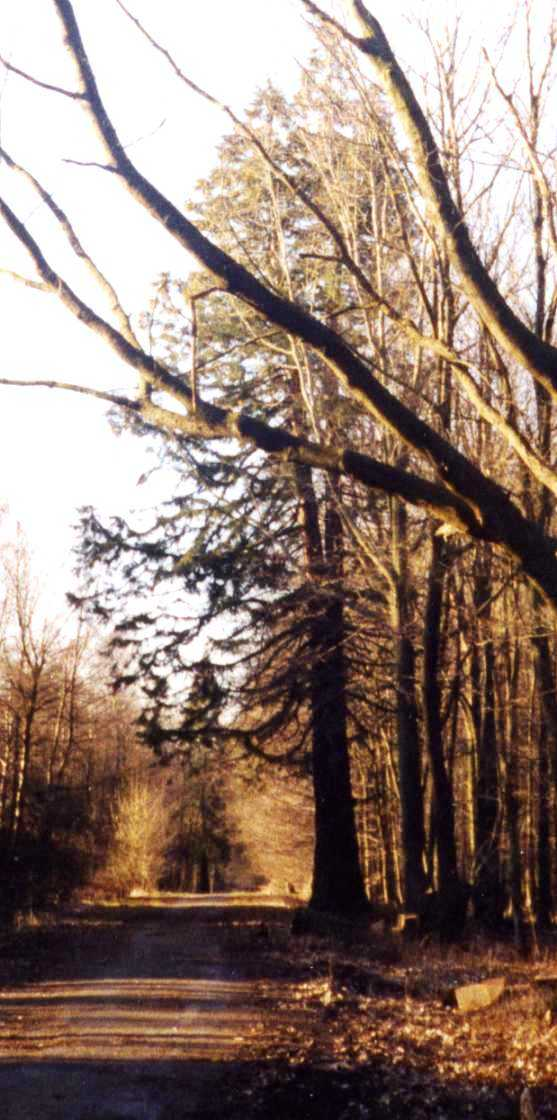
Sequoia im Propsteier Wald

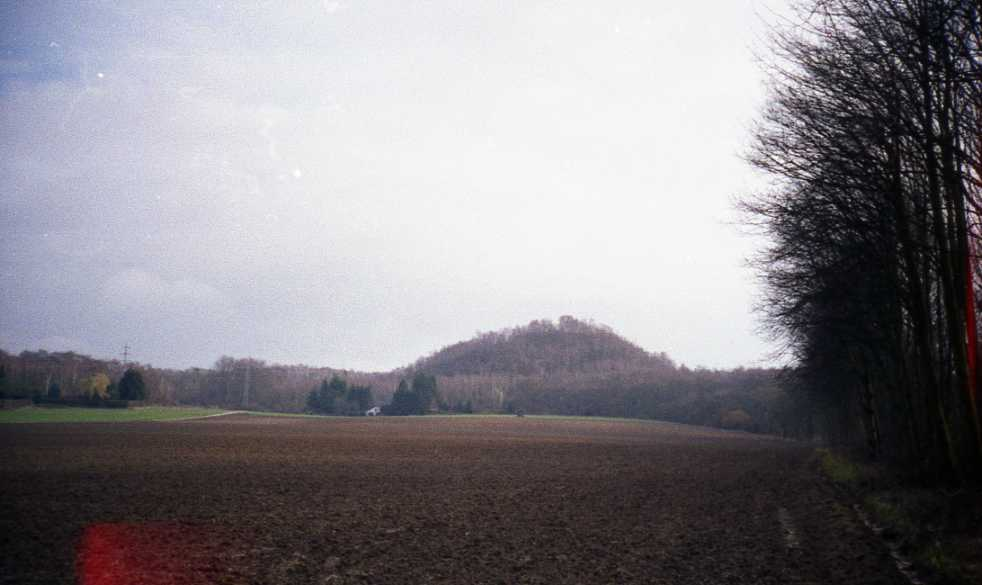
Bewaldete Bergehalde

Das Forstamt Eschweiler war eines der mit Wirkung zum 1. Oktober 1995 neu eingerichteten 35 Regionalforstämter des Landes Nordrhein-Westfalen. Durch die Neugliederung ging es am 1. Juli 2007 im Regionalforstamt 03 Rureifel-Jülicher Börde auf. Das Eschweiler Dienstgebäude wurde am 28. Februar 2008 aufgegeben. Sein Gebiet umfasste den Kreis Heinsberg, den Nord-, Zentral- und Südostteil des Kreises Düren, den Nordteil des Kreises Aachen und die Stadt Aachen. Sitz war der Eschweiler Stadtteil Dürwiß.

## Organisation
Als Untere Forstbehörde war es in die folgenden fünf regionalen Forstbetriebsbezirke (FBB) aufgeteilt, welche wiederum für die angegebenen Städte und Gemeinden zuständig sind:
- Forstbetriebsbezirk Aachen

Aachen, Alsdorf, Baesweiler, Eschweiler, Herzogenrath, Würselen
- Forstbetriebsbezirk Jülich

Aldenhoven, Düren, Inden, Jülich, Linnich, Merzenich, Niederzier, Nörvenich, Titz, Vettweiß
- Forstbetriebsbezirk Selfkant

Gangelt, Geilenkirchen, Heinsberg, Selfkant, Übach-Palenberg, Waldfeucht
- Forstbetriebsbezirk Wassenberg

Erkelenz, Hückelhoven, Wassenberg
- Forstbetriebsbezirk Wegberg

Wegberg
Nachbarforstämter waren – im Uhrzeigersinn – Mönchengladbach, Bonn, Euskirchen und Hürtgenwald. Siehe auch Liste der Unteren Forstbehörden in NRW.

## Daten
Die Gesamtfläche des Gebiets beträgt 163.171 Hektar (1.632 Quadratkilometer), wovon 17.618 Hektar bewaldet sind. Dies sind rund 11 % Waldanteil, was deutlich unter dem Landesdurchschnitt 26 % liegt. Das Forstamt hat den zweitgrößten Flächenanteil in Nordrhein-Westfalen.
Von dem Wald im Forstamtsbereich Eschweiler sind rund 55 % Privatwald, 30 % Kommunalwald, 10 % Bundeswald und 5 % Landeswald. 66 % des Baumbestandes ist Laubbäume, 34 % Nadelholzgewächse. Die verbreitetste Baumart ist mit 18 % die Eiche, gefolgt von Fichte (17 %) und Kiefer / Lärche / Douglasie (17 %).

## Landschaft
Der Forstamtsbereich umfasste den auf dem Gebiet des Regierungsbezirks Köln liegenden Teil der Jülich-Zülpicher Börde. Im Norden schließt sich die Schwalm-Nette-Platte an und im Südwesten das Vennvorland im Übergang zur Eifel. Die Rur fließt auf 50 Kilometer Länge durch den Bereich, und ihre Nebenflüsse Wurm und Merzbach verlaufen vollständig dort, die Inde zum Großteil. Charakteristisch für die Ruraue sind seit dem 18. Jahrhundert die „Driesche“, eine Doppelnutzung von Weideland mit weitständigem Pappelbestand.
Charakteristisch sind ferner die zahlreichen Bergehalden des ehemaligen Aachener Reviers im Bereich der Städte Alsdorf, Eschweiler, Herzogenrath, Hückelhoven und Übach-Palenberg wie der Schwarze Berg sowie rekultivierte Kippen aus dem Braunkohletagebau und die gefüllten Tagebaurestlöcher Blausteinsee, Dürener Badesee, Echtzer See und Lucherberger See.